# Aporophallus
Aporophallus is een monotypisch geslacht van schimmels behorend tot de familie Phallaceae. De typesoort is Aporophallus subtilis, hetgeen ook de enige soort is.